# 忒木台儿
忒木台儿（?—?），蒙古八剌忽氏，元朝将领。唵木海的儿子。
忒木台儿以战功授金符。承袭炮手总管。至元十年（1273年），修筑正阳东西二城，置炮二百余座，击退宋军。至元十三年（1276年），跟随丞相伯颜伐南宋，驻军临安的皋亭山，与耶律忙古带等八人率甲三百入宋宫，取传国宝。宋朝谢太后请解兵请到内殿，约定明日出降。至期，派贾余庆等奉玺宝至军前。以功授为行省断事官，令其子忽都答儿承袭炮手总管。至元十四年（1277年），进昭勇大将军、炮手万户，佩元降虎符，镇守平江府常熟。行省会诸军讨伐拥众自称太尉的州民反元起事，忒木台儿、忽都答儿父子自领一军，斩戴太尉，擒朱太尉。至元十五年（1278年），兼平江路达鲁花赤，转任徽州、湖州，去世。忽都答儿后擢升炮手万户，改授达鲁花赤，去世。

## 延伸阅读
[在维基数据编辑]
 《新元史/卷129》，出自柯劭忞《新元史》